# Katsumi Kobayashi
Pour les articles homonymes, voir Kobayashi.
Sensei Katsumi Kobayashi, 8e dan de karaté, fait partie des derniers instructeurs japonais venu enseigner le karaté wado-ryu en Europe. 